# 大船鉾
大船鉾（おおふねほこ）は、祇園祭の山鉾の一つ。
京都市内において毎年7月24日に行われる後祭で、鬮（くじ）とらずで最後を巡行する。山鉾町は京都市下京区新町通四条下ル四条町。

## 由来
応仁の乱以前から存在する鉾である。江戸時代は前祭の船鉾と同じように呼ばれており、区別する場合は旧暦における祭の日程から「十四日舩鉾」と呼ばれていた。
禁門の変による焼失の後、居祭りを行うようになってからは神功皇后の逸話に基づき前祭の船鉾を出陣、後祭の船鉾を凱旋と見立て「凱旋舩鉾」と呼ばれていたが、1984年（昭和59年）の国際伝統工芸博覧会に凱旋船鉾の復元展示を行う折り、韓国大統領・全斗煥（当時）が訪日し上洛するのにあわせ、国際情勢を鑑みて、祇園社記に書かれている大船の呼称を基に、大船鉾と改称した。2012年に「大舩鉾」が唐櫃巡行で復帰の際に、“舩”の字を“船”に改め「大船鉾」とした。
祭神は神功皇后。また渡海の無事を守るため、住吉明神・鹿島明神・安曇磯良の三神も供に祭られている。

## 歴史
最も古い鉾のひとつであり、祇園社記の1441年（嘉吉元年）建立というもののほかに、康富記によると1422年（応永29年）に存在したともされる。1467年（応仁元年）からの応仁の乱で焼失し、1500年（明応9年）に再興したとされるが、くじ順の記録に残っておらず定かではない。
当初は人形だけを乗せた比較的簡素なものであったが、江戸時代以降、装飾や囃子を加え船鉾と呼ばれるようになった。江戸時代には1788年（天明8年）の天明の大火で神功皇后の御神面以外焼失、1804年（文化元年）には現在に伝わる懸装品などを整え、より豪華な鉾として再興したが、1864年（文久4年）の禁門の変で屋形・木組・車輪などを焼失し、休み鉾となった。
以後、1870年（明治3年）に唐櫃巡行を実行したり、1984年の国際伝統工芸博覧会・京都で模擬鉾を再建展示するなど、焼失以降何度か再興の試みもあったものの果たせず、御神体と懸装品を飾り席に飾る居祭りを行っていた。
1995年（平成7年）には後継者不足などから居祭りも休止して神事のみにする方向だったが、翌年の祇園祭での町内の活気の無さを見て、若手を中心に1997年（平成9年）に宵山の囃子を復活させた。翌年1998年（平成10年）からは囃子方を公募したことで後継者不足が解消され、2006年（平成18年）には飾り席も復活した。
2010年（平成22年）10月、公益財団法人四条町大船鉾保存会が発足し、保存会への寄付金などを基に再興を始め、2012年（平成24年）には142年ぶりに、唐櫃による巡行復帰を果たした。
その後2014年（平成26年）に巡行に復帰、これをきっかけに祇園祭は1966年（昭和41年）以来となる前祭・後祭に分かれることとなり、同年7月24日、1864年の焼失後150年の節目の年に祇園祭の後祭で掉尾を飾った。
その後2016年（平成28年）に舳先につける龍頭を復元、2017年（平成29年）に会所を開くなど再興の活動が続いている。

## 装飾
大船鉾の懸装品には歴史的なものも多く、250点のうち、幕末以前のものと推定される121点が京都有形民俗文化財となっている。前懸と後懸にはいずれも波涛と雲龍をモチーフにした懸装品が飾られ、水引には緋羅紗地に波涛と飛魚の文様が、艫高欄には緋色の地に鳳凰の刺繍、天水引は金地に雲龍の綴織が飾られる。
船の舳先の部分の装飾品には金幣と竜頭の二種類がある。これは、かつて四条町が豊かであったために北四条町と南四条町で交代で巡行を担当し、北四条町が竜頭を、南四条町が金幣を掲げて巡行したことの名残である。禁門の変での焼失によって竜頭は失われていたが、2016年（平成28年）に瀧尾神社の寄進等で復活し、以後は隔年で舳先を飾り巡行している。
囃子に使う鉦は1個のみ現存し、1839年（天保10年）南條勘三郎の作である。現存した鉦の銘を知った五代目にあたる南條一雄が、1984年の国際伝統工芸博にあわせて12個を製作している。
御神体は神功皇后のもののみ現存しており、残りの3神は焼失していたため後に復元された。現在、ご神体は船鉾が鎧をつけているのに対し、大船鉾では戦勝後の姿であるため鎧をつけていない。